# Jokeren (film)
 For alternative betydninger, se Jokeren. (Se også artikler, som begynder med Jokeren)
Jokeren er en dansk stumfilm fra 1928, der er instrueret af Georg Jacoby efter manuskript af ham selv og Jens Locher. Filmen er baseret på Noel Scotts skuespil The Joker fra 1927.

## Handling
Denne artikel mangler et handlingsreferat. Hjælp os med at skrive det.

## Medvirkende
- Gabriel Gabrio - Sir Herbert Powder
- Renée Héribel - Lady Cecilie, Sir Herberts hustru
- Elga Brink - Gill, Lady Cecilies søster
- Henry Edwards - Mr. Carstairs, "Jokeren"
- Miles Mander - Mr. Borwick, advokat
- Aage Hertel - Jonny, Borwicks tjener
- Christian Schrøder - James, Mr. Carstairs tjener
- Philip Bech - Edward, Sir Herberts tjener
- Ruth Komdrup - Lou Lou
- Aage Bendixen
- Olga Svendsen